# Charles Léandre

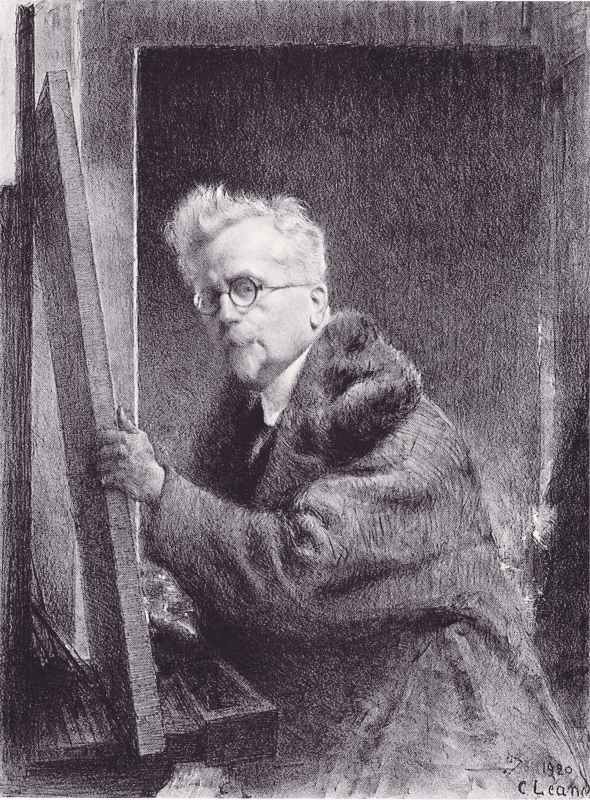
Självporträtt av Charles Léandre.

Charles Lucien Léandre, född 22 juli 1862, död 24 maj 1934, var en fransk konstnär.
Léandre studerade vid École des Beaux-Arts, varefter han gjorde sig känd genom sina förfinade dam- och barnporträtt i pastell samt genom sina karaktärfulla och på samma gång mjuka litografier och karikatyrporträtt. Léandre förenade i sin konst intryck från franskt 1700-tal med friskt impressionistiskt verklighetssinne.